# ソマリ社会主義革命党
ソマリ社会主義革命党（ソマリしゃかいしゅぎかくめいとう）は、ソマリアにかつて存在した政党。バーレ政権下における唯一の合法政党で、指導政党として一党独裁制を敷いた。ソマリアの社会主義化とソ連との連帯をうったえ、冷戦下におけるソマリアを東側陣営に引き込む要因となった。1976年6月創設、1991年解体。

## 党名
- ソマリ語:Xisbiga Hantiwadaagga Kacaanka Soomaaliyeed、略称XHKS。
- 英語:Somali Revolutionary Socialist Party、略称SRSP。

## 創設から解体まで
1969年のクーデターで実権を握り大統領に就任したバーレが、1976年ソ連の国家体制を模倣して創設。1979年8月30日、バーレ大統領によりソマリアがソマリア民主共和国とされ社会主義国となると、新憲法ではソマリ社会主義革命党を唯一の合法政党とし、他の政党及び政治組織の結成の禁止、同党の国家に対する優位性などがうたわれた。またソビエト連邦共産党、ドイツ社会主義統一党など、他国の社会主義・共産主義政党と友党関係を結び、直接的・間接的支援を受けた。党員は最大時で2万人(ソマリ社会主義革命党公称)にのぼった。
しかし党の基盤は他の社会主義国と比べると脆弱で、1991年に反政府勢力統一ソマリ会議(USC)に攻勢に出られると、党は瞬く間に瓦解した。1991年に一党独裁政権が崩壊し、バーレが国外へ亡命すると、モハメド・サイド・ヘルシ・モルガンら旧ソマリ社会主義革命党幹部らがバーレ元大統領の復権と社会主義の再興を掲げるソマリ国民戦線(SNF)、いわゆるバーレ派として活動を開始した。彼らは後にキスマヨを中心にジュバランドを設立したが、強力な指導力を誇るアイディード派などに比べ勢力は弱体で、まもなく形骸化。数年後には自然消滅した。
モハメド・シアド・バーレの息子、マスラ・モハメド・シアドは2010年にソマリア民主党を結成、2012年現在では本部はナイロビにあり、アメリカ、カナダ、ヨーロッパに支部を置き、複数政党制を掲げている。

## 党の性格
社会主義とイスラームの聖典コーランの思想を融合し、発展させることは可能であるとする科学的社会主義を唱え、ソマリアの宗教界を抱き込むことに一時は成功。またバーレ自身が軍人出身であることもあり、軍の掌握も比較的容易であった。しかし実際は、バーレ大統領が自身の権力を国家の社会主義革命という名目のもとで正当化し、「個人独裁」「国家の私物化」という内外の批判をかわすために創設した個人政党とされ、国家の指導政党としての機能はあまり果たしていなかった。また南部出身者、特にバーレ大統領の属する氏族への行き過ぎた優遇と北部への冷遇は、後に北部をソマリランド共和国として分離させる結果を招くこととなり、また強権政治に対する反発から、既に1980年代には国民、宗教界、軍の大半に離反され、これにより生じた国家の亀裂が、後に内戦が発生する要因の1つともなった。